# アイルランド国立図書館
アイルランド国立図書館 (アイルランドこくりつとしょかん、英語: National Library of Ireland、アイルランド語: Leabharlann Náisiúnta na hÉireann) は、ダブリンにあるアイルランド共和国の図書館である。文化・遺産・ゲールタハト担当大臣がこの図書館に対して責任を持つアイルランド政府メンバーとなる。
トーマス・ニューナム・ディーンによって建物が設計された。主な建物はキルデア・ストリートにあり、レンスターハウスとアイルランド国立博物館の考古学分野の建物に隣接している。特徴のある建築と展示を有するため、「ダブリンでも屈指の魅力を備え」た観光地とされる。

## サービス内容
アイルランド国立図書館の使命は、「アイルランドの歴史の文書や知的な記録の収集、保存、促進そしてそれらを入手・利用しやすくすること、また、記録された知識の世界をより広げるようなアクセスを提供できるよう貢献すること」である。
参考図書館であり、貸し出しは行っていない。アイルランドで作られたり、アイルランドに関係していたりする大量の資料を持っていて、無料で調べることができる。本、地図、手稿、音楽、新聞、雑誌そして写真などを含んでいる。収蔵品には、政府発行による刊行物だけでなく、私営の出版社から発行された資料も含まれている。
アイルランド首席紋章官事務局とアイルランド国立写真アーカイブが国立図書館に付属している。国立図書館は展覧会を催し、アイルランドの新聞のアーカイブを保持している。 また、アイルランドの全国ISSN国立センターでもある。系図の調査を含む他の多くのサービスも提供している。

## 歴史
アイルランド国立図書館は、ダブリン科学芸術博物館法（1877年）によって設立された。この法律では、王立ダブリン協会が所有する収集物の大半は、公共の利益、協会の利益、そして法の目的のために当時の科学・芸術省に帰属されるべきであると規定された。
1881年の協定では、図書館は12名の理事会の監督下で活動すべきであり、8名は協会から任命され、4名は政府によって任命されなければならないと規定された。 この協定はまた、図書館の役員を任命する義務を理事会に与えた。この協定は2005年に図書館が独立した施設になるまで存続した。

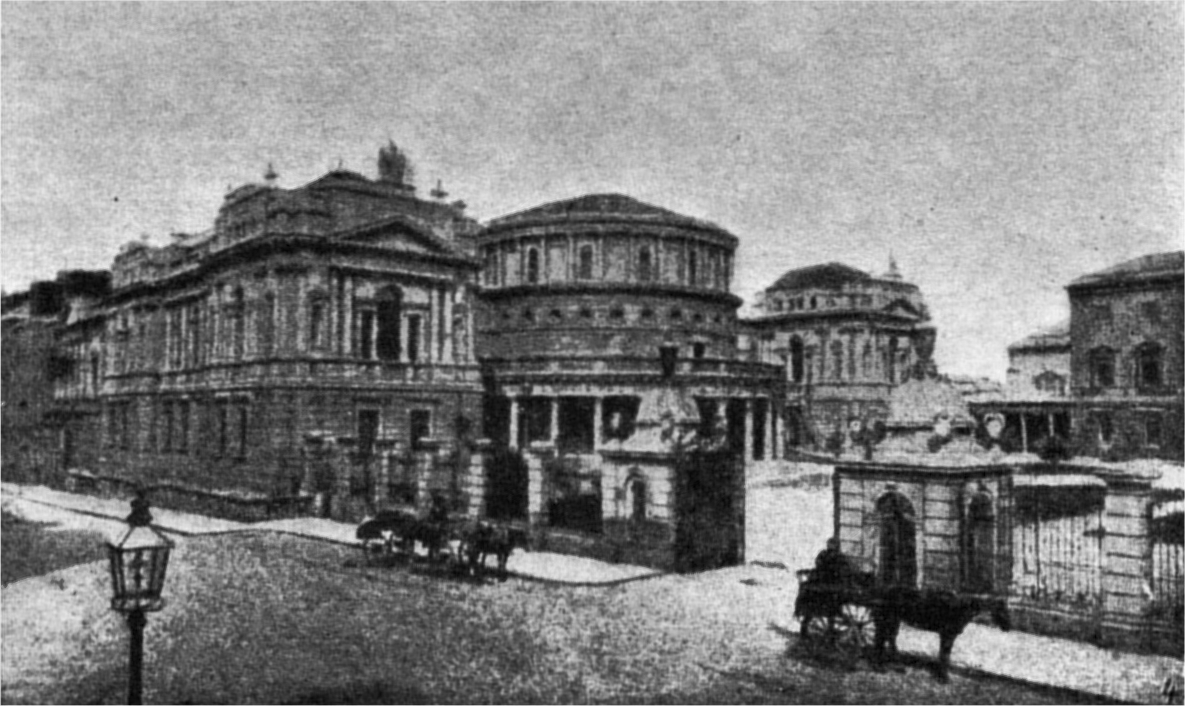
1907年 Nordisk familjebokより引用されたアイルランド国立図書館の写真

初代図書館長はダブリン王立協会司書だったウィリアム・アーチャーである。1890年より一般公開された。
1924年５月に「アイルランド自由国」が創設された後、国立図書館は教育省に移管され、その後アイルランド首相府に移管される1986年までその管理下にあった。1927年、図書館は産業及び商業財産（保護）法の下で法定納本図書館となることが規定された。1992年、図書館は、新たに設立された芸術・文化・ゲールタハト省（現在の文化・遺産・ゲールタハト省)に移管された。また、2005年5月3日には、1997年の国家文化機関法の下で自律的文化機関となった。

## 収蔵品
アイルランド国立図書館には、以下の著名な作家の個人的な覚書や作品集を含む保存記録資料の収集物が収められている。
- ロディ・ドイル[12]
- シェイマス・ヒーニー[12]
- マイケル・D・ヒギンズ[12]
- ジェイムズ・ジョイス[12] - 手稿はデジタル公開されている[13]。
- コルム・トビーン[12]
- ウィリアム・バトラー・イェイツ[12] - ヴァーチャル展示も行われている[14]。

## 作品への登場
ジェイムズ・ジョイスの『ユリシーズ』第九挿話「スキュレとカリュブディス」の舞台は国立図書館である。

## アイルランド国立写真アーカイブ

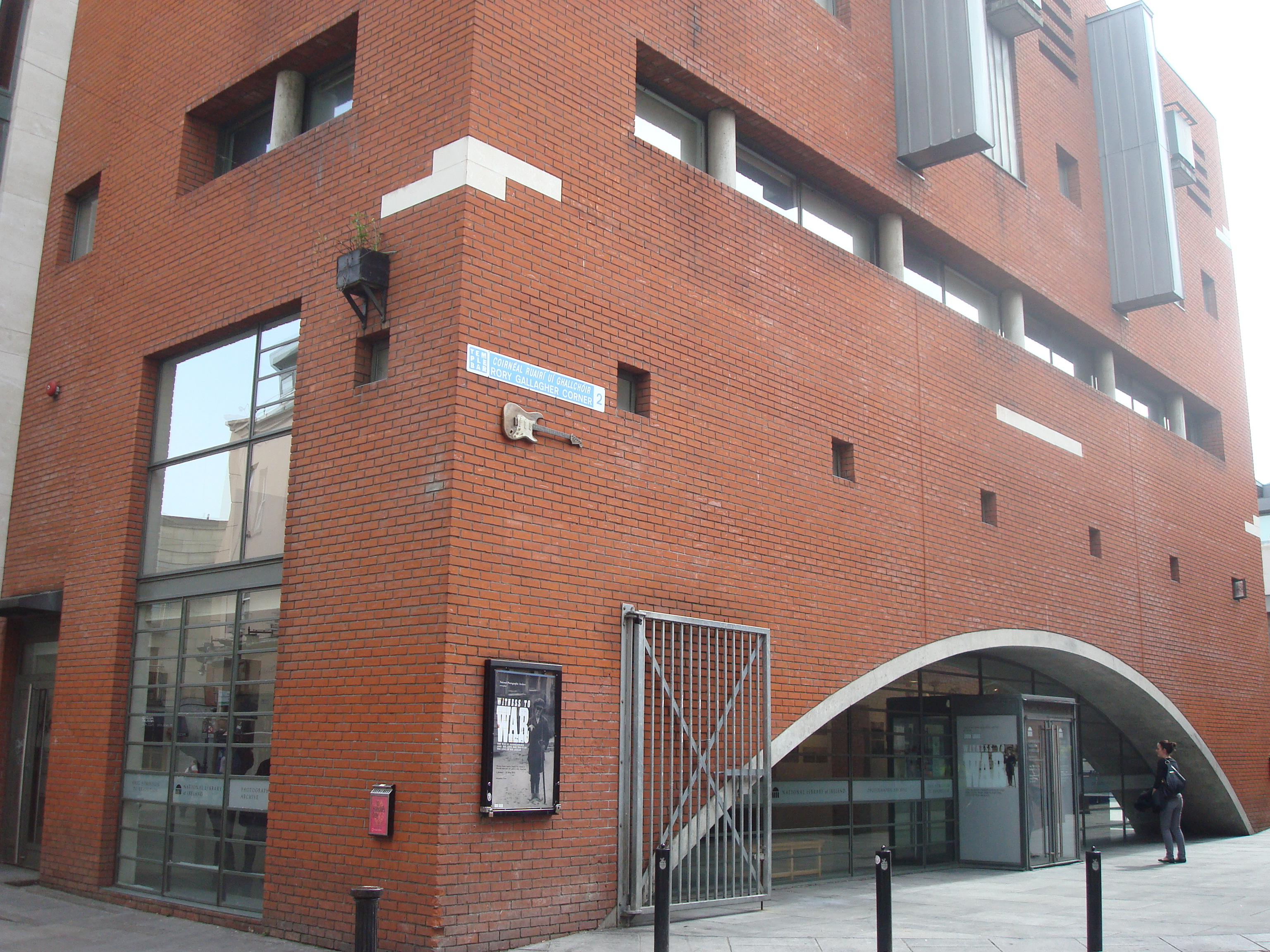
テンプル・バーにある国立写真アーカイブ

アイルランド国立写真アーカイブ (英語: National Photographic Archive、アイルランド語: Cartlann Grianghrafadóireachta Náisiúnta)はダブリンのテンプル・バーにあり、アイルランド国立図書館の写真コレクションを所蔵している。1998年に開館し、閲覧室と展示ギャラリーがある。ギャラリーでは写真展が行われており、多くは国立図書館コレクションに関連する内容である。